# Montjoire
Montjoire är en kommun i departementet Haute-Garonne i regionen Occitanien i södra Frankrike. Kommunen ligger i kantonen Montastruc-la-Conseillère som tillhör arrondissementet Toulouse. År 2022 hade Montjoire 1 262 invånare.

## Befolkningsutveckling
Antalet invånare i kommunen Montjoire
Referens:INSEE